# Matjažek
Matjažek je moško osebno ime.

## Izvor imena
Ime Matjažek je različica moškega osebnega imena Matjaž.

## Pogostost imena
Po podatkih Statističnega urada Republike Slovenije je bilo na dan 31. decembra 2007 v Sloveniji število moških oseb z imenom Matjažek: 18.

## Osebni praznik
Osebe z imenom Matjažek lahko godujejo takrat kot osebe z imenom Matjaž.